# Дженні-Ванда Баркман
Дженні-Ванда Баркман (нім. Jenny-Wanda Barkmann; 30 травня 1922 – 4 липня 1946) — німецька наглядачка в нацистському концтаборі Штуттгоф. Після Другої світової війни була засуджена та страчена за злочини проти людства.

## Біографія
Народилася у Гамбурзі, у період з 1940 до грудня 1943 року працювала фотомоделлю. 
У січні 1944 року вона стала наглядачкою (Aufseherin) в невеликому концентраційному таборі Штуттгоф, де жорстоко поводилася з в'язнями, зокрема не вагаючись забивала своїх жертв до смерті. Так само Дженні брала участь у відборі жінок і дітей в газові камери. Через поєднання її жорстокості та привабливості, в'язні прозвали її «Прекрасним привидом».
Після втечі зі Штутгофа декілька місяців переховувалась у Гданську, де, зрештою, у травні 1945 року була заарештована. Вона стала обвинуваченою на першому Штутгофському процесі, де її та інших підсудних було засуджено за злочини, скоєні в таборі. Вона загравала з тюремними наглядачами та була помічена на підпорядкуванні свого волосся під час слухання. Дженні-Ванда Баркман була визнана винною, після чого вона заявила: «Життя це дійсно велике задоволення, а задоволення, як правило, триває недовго».
Дженні-Ванда Баркман була публічно повішена разом із 10 іншими обвинуваченими на пагорбі Біскупія Гірка неподалік від Гданська 4 липня 1946 року. На момент повішення їй було 24 роки, і вона була першою страченою.